# Западнопонтийски планини
Западнопонтийските планини или Батъ Карадениз Дагларъ (на турски: Kaçkar Dağları) са планини в Северна Турция, покрай южния бряг на Черно море, заемащи западните части на Понтийските планини между реките Сакария на запад и Къзълърмак на изток. Дължината им 475 km. Състоят се от три успоресно простиращи се по паралела планински вериги: на север са хребетите Болу (1980 m), Демиролук (1976 m) и Кюре (1985 m), в средата – хребета Илгаз (връх Делитепе 2600 m), на юг – хребета Кьороглу (2378 m). Трите вериги са разделени от надлъжните долини на реките Енидже, Бююксу, Гереде, Гьокърмак, Деврьоз и др. и междупланински котловини. На север се спускат стръмно към бреговете на Черно море, оставящи на отделни места тесни ивици крайбрежни низини (Бартън, Синоп и др.). Изградени са предимно от пясъчници, варовици и метаморфни скали. В района на град Зонгулдак се разработват големи находища на каменни въглища. от Западнопонтийските планини водят началото си множество реки, които са десни притоци нарека Сакария (Анкора, Кебирмир, Аладаг, Мудурну и др.), леви притоци на Къзълърмак (Аджичай, Деврьоз, Гьокърмак и др.) или вливащи се директно в Черно море (Мелен, Енидже, Коджаърмак, Коджачай, Карасу и др.). Влажният климат по черноморските склонове на планината обуславя развитието на планинска горска растителност, над 2000 m – субалпийски пасища, а южните хребети са голи и безлесни. В котловините, долините и низините се отглеждат лозя, зърнени култури (цалевица, ориз(, тютюн, плодове и зеленчуци.